# السفيلة (حضرموت)
السفيله هي إحدى قرى الجمهورية اليمنية. وهي تتبع جغرافيًا لمحافظة حضرموت. وإداريًا لمديرية غيل بن يمين. يبلغ تعداد سكانها 3485 نسمة حسب الإحصاء الذي جرى عام 2004.